# 래리 토머스
래리 토머스(Larri Thomas, 1932년 1월 23일 ~ 2013년 10월 20일)는 미국의 배우, 댄서, 텔레비전 배우, 영화배우이다.
밴나이즈에서 사망하였다.

## 영화
- 사이렌서 (1966년)
- 시카고의 7인 (1964년)
- 쿠루쿠, 아마존의 야수 (1956년)
- 사랑하거나 떠나거나 (1955년)
- 아가씨와 건달들 (1955년)